# 전차 투쟁
전차 투쟁(일본어: 戦車闘争)은 베트남 전쟁 막바지이던 1972년 8월 5일부터 1972년 11월 8일까지 주로 가나가와현 사가미하라시에 있는 주일 미군 사가미 종합보급창 서문과 요코하마시 무라아메바시(가나가와구) 부근의 2개 거점에서 일어난 시민들의 정치 투쟁이다. 미군은 베트남 전쟁에서 파손된 전차를 사가미 보급창에서 수리한 뒤 다시 전쟁터에서 사용하고자 요코하마 노스독으로 수송하고 있었기 때문에 당시 전차 적재 트레일러가 양 거점을 왕복하고 있었다. 그러나 일본 내 반전운동 여론에 따라 미군은 이 수송을 100여일간 중단시키기에 이르렀다. 전차 수송 저지 투쟁(일본어: 戦車輸送阻止闘争), 전차 반출 저지 투쟁(일본어: 戦車搬出阻止闘争), 무라우바시 사건(일본어: 村雨橋事件), 무라우바시 투쟁(일본어: 村雨橋闘争), 사가미하라 투쟁(일본어: 相模原闘争) 등으로도 불린다.

## 같이 보기
- 베트남에 평화를! 시민연합
- 일본과 미국 간의 상호 협력 및 안전 보장 조약
- 재일미군재판권방기밀약사건
- 일본국 헌법 제9조
- 와다 하루키